# Kupa e Shqipërisë 2001-2002
La Coppa d'Albania 2001-2002 è stata la 50ª edizione della competizione. Il torneo è cominciato il 18 agosto 2001 ed è terminato il 1º giugno 2002. La squadra vincitrice si qualifica per il primo turno della Coppa UEFA 2002-2003. Il KF Tirana ha vinto il trofeo per la dodicesima volta, la seconda consecutiva.

## Sedicesimi di finale
Le partite di andata si sono giocate il 18 agosto 2001, quelle di ritorno il 24 agosto.
| Squadra 1        | Totale | Squadra 2         | Andata | Ritorno |
| ---------------- | ------ | ----------------- | ------ | ------- |
| Ada              | 1-6    | Vllaznia          | 1-2    | 0-4     |
| Laçi             | 0-6    | Tirana            | 0-3    | 0-3     |
| Kamza            | 2-13   | Dinamo Tirana     | 2-6    | 0-7     |
| Memaliaj         | 0-5    | Bylis Ballsh      | 0-1    | 0-4     |
| Besa Kavajë      | 0-4    | Shkumbini         | 0-1    | 0-3     |
| KS Egnatia       | 1-5    | Teuta             | 0-1    | 1-4     |
| Delvina          | 2-5    | Luftëtari         | 2-2    | 0-3     |
| Kukësi           | 2-3    | Besëlidhja        | 2-1    | 0-2     |
| Naftetari Kucove | 0-2    | Tomori            | 0-1    | 0-1     |
| Albpetrol        | 2-4    | Flamurtari Valona | 1-1    | 1-3     |
| Përmeti          | 0-11   | Lushnja           | 0-1    | 0-10    |
| Tepelena         | 2-4    | Apolonia Fier     | 2-1    | 0-3     |
| Kastrioti        | 1-5    | Partizani Tirana  | 1-1    | 0-4     |
| Sopoti           | 2-1    | Skënderbeu        | 2-0    | 0-1     |
| Gramozi          | 0-2    | Elbasani          | 0-0    | 0-2     |
| Burreli          | 1-3    | Erzeni            | 1-0    | 0-3     |

## Ottavi di finale
Le partite di andata si sono giocate il 26 gennaio 2002, quelle di ritorno il 1º febbraio.
| Squadra 1         | Totale    | Squadra 2     | Andata | Ritorno |
| ----------------- | --------- | ------------- | ------ | ------- |
| Flamurtari Valona | 0-3       | Dinamo Tirana | 0-2    | 0-1     |
| Shkumbini         | 0-2       | Elbasani      | 0-1    | 0-1     |
| Partizani Tirana  | 1-5       | Tirana        | 0-4    | 1-1     |
| Sopoti            | 2-4       | Luftëtari     | 1-1    | 1-3     |
| Lushnja           | 1-3       | Teuta         | 0-1    | 1-2     |
| Apolonia Fier     | 1-3       | Vllaznia      | 1-2    | 0-1     |
| Erzeni            | 2-2(4-2p) | Besëlidhja    | 2-0    | 0-2     |
| Tomori            | 3-1       | Bylis Ballsh  | 2-0    | 1-1     |

## Quarti di finale
Le partite di andata si sono giocate il ?, quelle di ritorno il ?.
| Squadra 1     | Totale | Squadra 2 | Andata | Ritorno |
| ------------- | ------ | --------- | ------ | ------- |
| Tirana        | 4-1    | Erzeni    | 3-1    | 1-0     |
| Teuta         | 2-1    | Tomori    | 2-0    | 0-1     |
| Dinamo Tirana | 4-2    | Luftëtari | 1–0    | 3-2     |
| Vllaznia      | 2-3    | Elbasani  | 2-1    | 0-2     |

## Semifinali
Le partite di andata si sono giocate il ?, quelle di ritorno il ?.
| Squadra 1     | Totale | Squadra 2 | Andata | Ritorno |
| ------------- | ------ | --------- | ------ | ------- |
| Tirana        | 5-1    | Elbasani  | 3-0    | 2–1     |
| Dinamo Tirana | 2-1    | Teuta     | 1–0    | 1-1     |

## Finale
| Tirana 1º giugno 2002, ore 18:00 UTC+1 | Tirana | 1 – 0 | Dinamo Tirana | Qemal Stafa Stadium (3,000 spett.) |